# Gajlutyszki
Gajlutyszki (lit. Gailiutiškė) – kolonia na Litwie, w okręgu uciańskim, w rejonie jezioroskim, w starostwie Turmont.

## Historia
W czasach zaborów w granicach Imperium Rosyjskiego.
W dwudziestoleciu międzywojennym zaścianek a następnie folwark leżał w Polsce, w województwie nowogródzkim (od 1926 w województwie wileńskim), w powiecie brasławskim, w gminie Smołwy.
Według Powszechnego Spisu Ludności z 1921 roku zamieszkiwało tu 16 osób, wszystkie były wyznania rzymskokatolickiego i zadeklarowały polską przynależność narodową. Były tu 3 budynki mieszkalne. W 1931 w 1 domu zamieszkiwało 7 osób.
Wierni należeli do parafii rzymskokatolickiej w Smołwach. Miejscowość podlegała pod Sąd Grodzki w m. Turmont i Okręgowy w Wilnie; właściwy urząd pocztowy mieścił się w m. Turmont.